# كيشورا
كيسورا أو كيشورا، هي مدينة سومرية قديمة تقع غرب نهر الفرات في محافظة القادسية في العراق، وتبعد عن مدينة شوروباك السومرية الأخرى 7 كلم شمالا وتسمى حاليا بتل أبو حتاب.

## تاريخ المدينة
كيسورا هي مدينة تأسست قبل حوالي 2700 ق م، خلال فترة حكم السلالة السومرية الثانية، جنوب قناة ايسينيتيوم كان التقاء مدينة كيسورا مع نهر الفرات، المدينة كانت مهمة خلال فترة حكم الأكديين والبابليون واكتسبت اهمية كبيرة خلال عهد الملك البابلي حمورابي الذي حكم قبل 1800 سنة قبل الميلاد.
ملوك كيسورا
1. ايتور شاماش 2138 ق م الذي بنى سور مدينة كيسورا المسمى الها-ديل
2. مانابيلياتيل 2123 ق م
3. في سنة 2113 ق م تمكنت سلالة اور من السيطرة على المدينة
4. ساراسيورم 2108 ق م
5. اوبايا 2093 ق م
6. زيكروم 2078 ق م
7. في سنة 2048 ق م قام ملك اور بور سين بتنحية ملك كيسورا من منصبه
8. ايبي-شاماش 2030-2013 ق م
9. الملك الاوري نامو ملك اور قام بتنحية الملك ايبي شاماش من منصبه